# 遠島光顕
遠島 光顕（とおしま みつあき、1989年1月31日 - ）は、真宗大谷派の僧侶。法名「釋光顕（しゃくこうけん）」。「お寺の窓口」を運営する株式会社AVENILの代表取締役、教願寺副住職。iu 情報経営イノベーション専門職大学客員准教授。
愛称は、『ニック』と呼ばれており
愛車は、トヨタのBB。

## 略歴
北海道出身。お坊さんが運営する寺メディア「お寺の窓口」のプロデューサー。運営会社では食品事業もあり”井上さん家の豚と野菜に合うソース「いのそ」”の販売元でもある。
- 2016年12月　寺院のIT化の進行の遅れを感じ、寺院向けWEBサービスなどを提供する「お寺の窓口」をオープン。[6][7][8]。
- 2018年9月　  日本最大級Q&AサイトOKWAVEを運営する株式会社オウケイウェイブの感謝経済プラットフォームに「お寺の窓口」が参画。[9]
- 2019年2月　  寺院や檀信徒向けの法律問題解決サイト「専門家の窓口」をオープン。
- 2019年8月     「OKWAVE」と「専門家の窓口」がセミナー共同開催。[10]
- 2020年4月　  お寺で「相談の窓口」をオープン。[11][12][13]
- 2020年11月　NHK連続テレビ小説『おちょやん』仏事指導。
- 2022年6月　  Panasonic  WEB CM出演 LAMDASH PRO6枚刃を体験 T字カミソリ派（僧侶）篇。
- 2024年1月　　iu情報経営イノベーション専門職大学客員准教授就任。

## 出演
- お願い！ランキング水曜日-じゃぱにぃ寺(テレビ朝日)[14]
- 終活応援団  長谷雄蓮華の   人生楽らくラジオ(CBCラジオ)[15]
- Panasonic  WEB CM出演 LAMDASH PRO6枚刃を体験 T字カミソリ派（僧侶）篇

## 動画
- JCOM 札幌人図鑑 遠島光顕さん　真宗大谷派教願寺 副住職 -J:COM

## 著作
- 『スター坊主めくり　僧侶31人による仏教法語集』（共著）便利堂、2019年[16]